# Лорен Пауелл Джобс
Лорен Пауелл Джобс (англ. Laurene Powell Jobs; 6 листопада 1965, Вест-Мілфорд, США) — американська бізнесвумен. Виконавчий директор і засновниця «Emerson Collective». Є найбільшим донором політиків Демократичної партії США, включаючи Камалу Гарріс і Джо Байдена. Вона також є співзасновником і президентом ради College Track, який готує знедолених старшокласників до вступу в коледж. Пауелл Джобс проживає в Пало-Альто, Каліфорнія, з трьома дітьми. Вдова Стіва Джобса, співзасновника і колишнього генерального директора Apple Inc, а також спадкоємиця його значного статку. Вона керує фондом Лоурен Пауелл Джобс Траст.